# Möhnsen
Möhnsen är en kommun och ort i Kreis Herzogtum Lauenburg i förbundslandet Schleswig-Holstein i Tyskland.
Kommunen ingår i kommunalförbundet Amt Schwarzenbek-Land tillsammans med ytterligare 18 kommuner.